# Makedonische Gräber (Korinos)

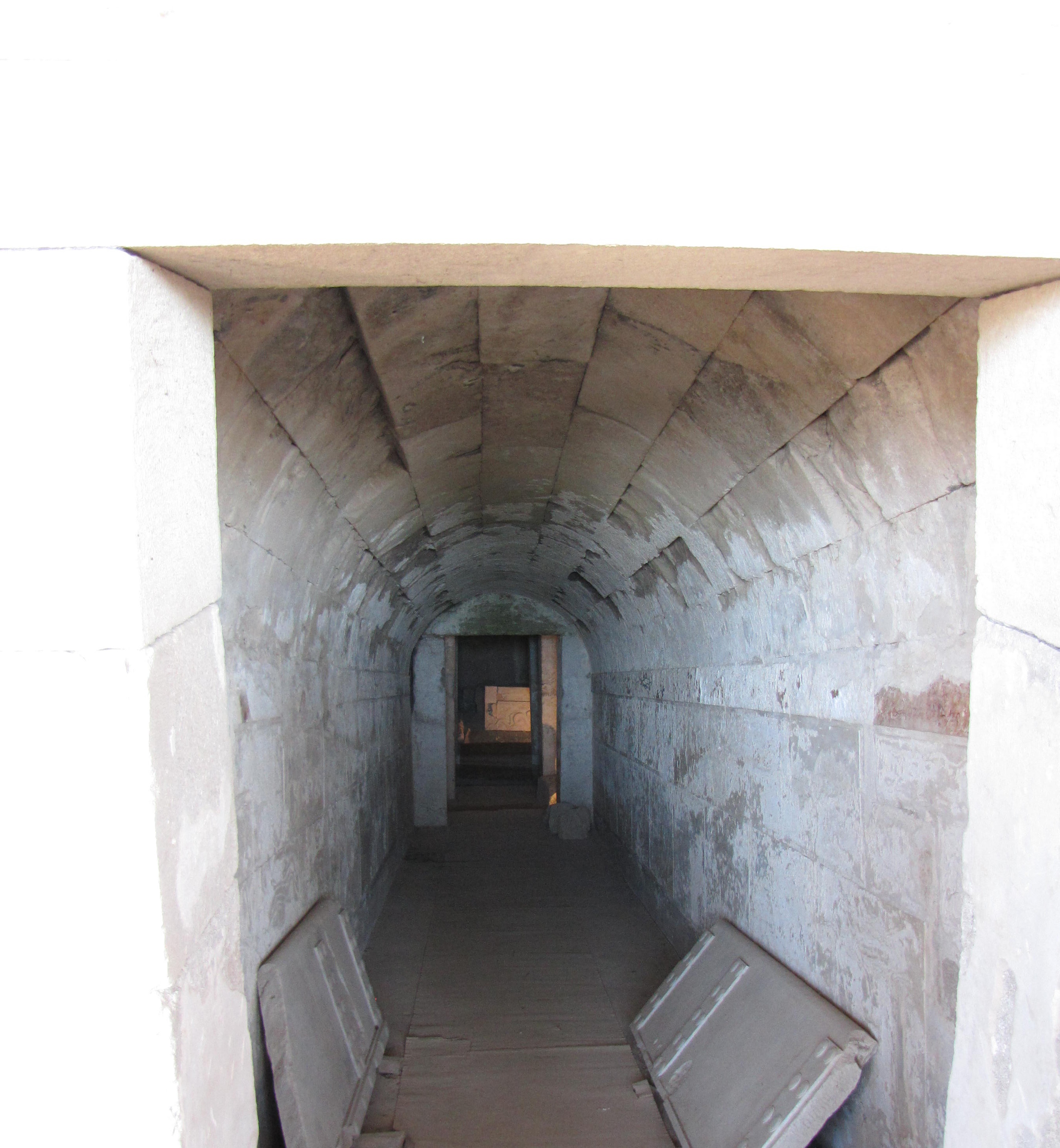
Makedonisches Grab „A“, Korinos, Dromos und marmorne Türen

In der Mitte des 19. Jahrhunderts wurde in der Nähe des griechischen Ortes Korinos ein bedeutendes makedonisches Grab (A) entdeckt. Ein zweites, kleineres Grab (B) wurde Ende des 20. Jahrhunderts freigelegt.

## Lage
Die makedonischen Gräber liegen östlich (Grab A) und westlich (Grab B) der Autobahn A1 (E75), rund 600 Meter nordwestlich vom Ortsrand des Ortes Korinos entfernt. Rund 5,5 km südwestlich wurden zwei weitere makedonische Gräber entdeckt.

## Forschungsgeschichte

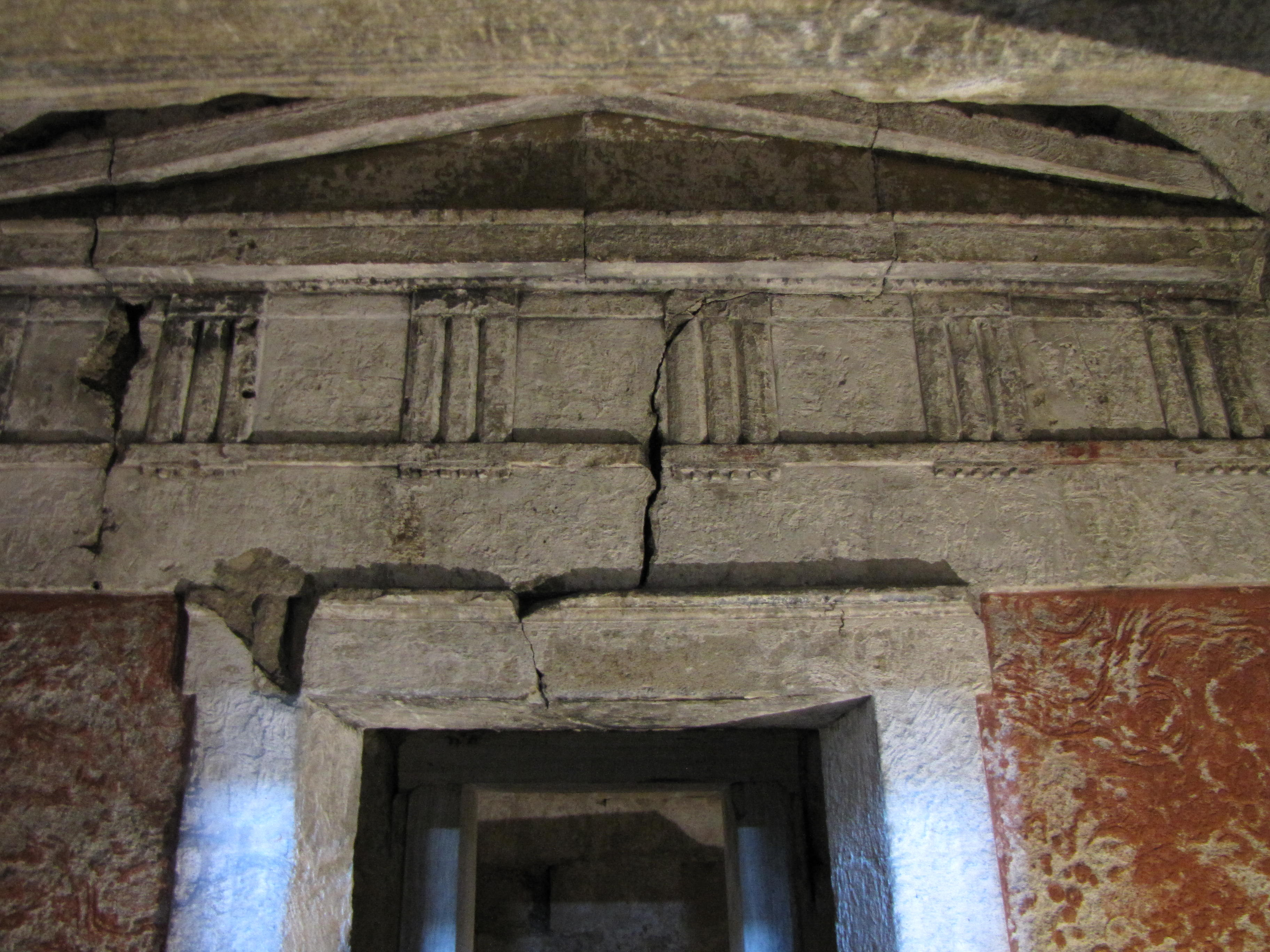
Makedonisches Grab „A“, Korinos, dorisches Gebälk

Der französische Archäologe Léon Heuzey entdeckte Grab A (auch Heuzey-Grab genannt) während seiner Griechenlandreise im Jahr 1855. Eine erste Beschreibung der Fundstelle erfolgte 1860. Die Ausgrabungen begannen ein Jahr später. Gemeinsam mit Honoré Domet veröffentlichte Heuzey seine Erkenntnisse der Grabungsarbeiten im Jahr 1876.
Der Archäologe Matheos Besios öffnete Grab A erneut im Jahr 1991; im selben Jahr wurde von ihm Grab B entdeckt und ausgegraben. Durch die Archäologen Hans von Mangoldt und Konstantinos Noulas erfolgte eine exakte Vermessung beider Gräber.
Beide Gräber waren bereits von Grabräubern geplündert worden. Diese hatten die Schlusssteine (Keilsteine) der Gewölbe entfernt und sich so Zutritt zu den Gräbern verschafft. Wer einst dort beerdigt wurde, ist unbekannt. Die aufwändige Bauweise deutet auf bedeutende Personen hin. Heuzey ließ fast alle verwertbaren und transportablen Artefakte (bis auf einen steinernen Block mit dem Relief einer Schlange, zwei Türen und kleinere Artefakte) nach Frankreich schaffen. Sie werden dort im Louvre entweder ausgestellt oder gelagert. Die exakte Datierung der Entstehung der Gräber war umstritten. Die vermutete Zeitspanne der Erbauung erstreckt sich vom 4. (Richter) bis zum frühen 2. Jahrhundert v. Chr. (Miller). Aktuelle Erkenntnisse gehen von der Errichtung der Gräber vom späten 4. Jahrhundert v. Chr. und von deren Nutzung bis Anfang des 3. Jahrhunderts v. Chr. aus.

## Beschreibung der Gräber
Beide Gräber sind deutlich als Hügelgräber zu erkennen. Sie sind heute begrünt und mit Kiefern bewachsen. Beide Gräber liegen nicht im Zentrum des Tumulus, sie wurden jeweils links der Hauptachse (vom Eingang her gesehen) angelegt, vermutlich um Grabräuber zu täuschen. Wie zu dieser Zeit in Makedonien üblich, wurden die Gräber zu Lebzeiten der darin Bestatteten errichtet.

### Grab A

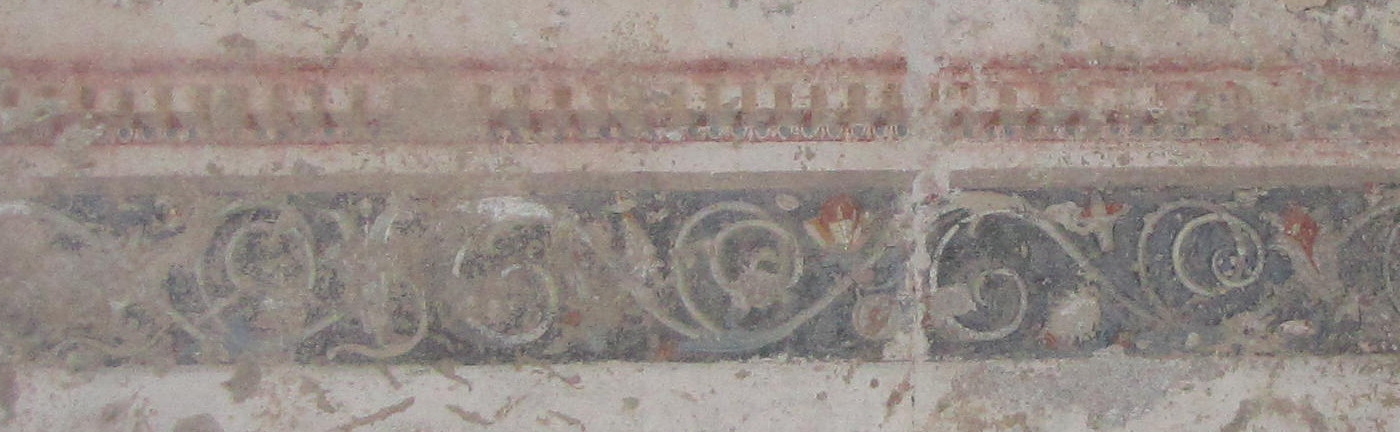
Makedonisches Grab „B“, Korinos, Rankenfries der Grabkammer

Das Monument liegt direkt an der Autobahnraststätte Korinos (östlich der Autobahn) und ist von dieser aus zugänglich. Der Grabhügel hat einen Durchmesser von 60 Metern und ist 15 Meter hoch. Die Gesamtlänge des Grabes ist 22 Meter, damit ist es das größte makedonische Grab (Stand Oktober 2017), das bisher in Pieria entdeckt wurde. Der über vier Meter lange äußere Zugang wurde beidseitig mit Lehm, Ziegeln oder Steinen aufgefüllt, die einzelnen Schichten sind gut voneinander zu unterscheiden. Die Fassade ist nur in Teilen erhalten und wurde stellenweise rekonstruiert. Heuzey hatte die Fassade noch unversehrt vorgefunden. Das Grab war einst von einer Mauer und dahinterliegenden, marmornen Türen verschlossen, die hölzernen Türen nachempfunden sind. So sind imaginäre Beschläge und Nägel deutlich zu erkennen. Beide Türflügel sind noch erhalten. Einarbeitungen in den Türen deuten darauf hin, dass ursprünglich bronzene Ringe daran befestigt waren. Der Zugang ist zur Grabkammer hin mit einem deutlichen Gefälle versehen und fällt auch in der Höhe nach unten hin ab. Ein gewölbter Gang (Dromos) aus einst verputzten steinernen Quadern führt nach unten zur ersten Vorkammer. Die Decke ist gerundet (Rundtonne) und an ihrer höchsten Stelle mit Keilsteinen geschlossen. Vereinzelte Reste zeigen, dass der Verputz einst bemalt war. Die Bemalung war einer marmornen Oberfläche nachempfunden. Der Boden des Gangs besteht aus einem mosaikartigen Belag, in den Kiesel eingebettet sind.

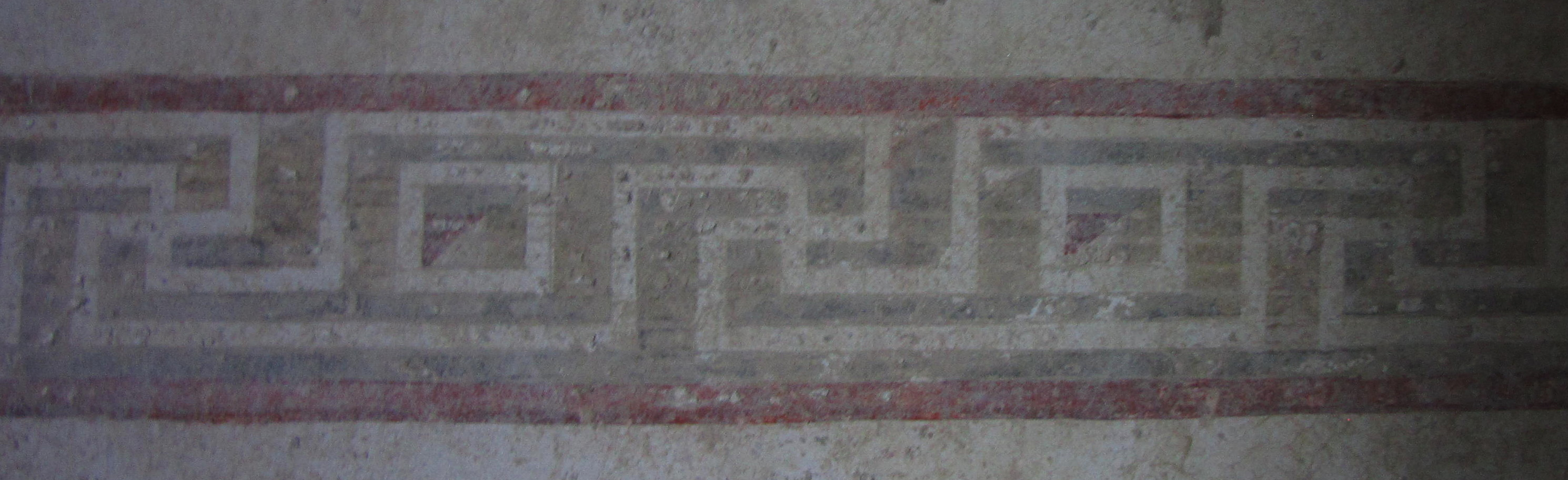
Makedonisches Grab „B“, Korinos, Mäander der Vorkammer

Der rund 11 Meter lange und 2 Meter breite Dromosabschnitt mündet in einen Vorplatz (Hof), der von einem dorischen Giebel und einem dorischen Gebälk mit sechs Triglyphen geschmückt wird. Der Hof war bemalt, Reste der roten Farbe sind deutlich erkennbar. Ein Durchlass führt vom Vorplatz in die 1,5 Meter lange und 3 Meter breite Vorkammer des Grabes.
Die 3 mal 4 Meter messende Grabkammer wurde durch schwere Türen geschützt. Um sie leichter öffnen zu können, gab es eine mechanische Vorrichtung. Die Türen sind im Louvre in Paris zu sehen. Der Vorplatz, die Vorkammer und die Grabkammer sind von einem gemeinsamen Gewölbe überspannt.
Man geht davon aus, dass in dem Grab ein Ehepaar beigesetzt wurde. In der Grabkammer sind die Klinen der Toten und ein steinerner Block erhalten, der eine Schlange abbildet. Die Kline, die vermutlich dem Mann zuzuordnen ist, wurde von einem Hund bewacht, die zweite von der Schlange. Die Grabkammer war verputzt und bemalt, es gibt Halterungen für Grabbeigaben. Gefunden wurden lediglich die Gebeine der Verstorbenen, Tonscherben und eine Öllampe, die von den Grabräubern stammen könnte.
Wie Inschriften (ab 1948) zeigen, wurde das Grab zeitweise von Hirten benutzt, um ihre Herden darin unterzubringen.

### Grab B

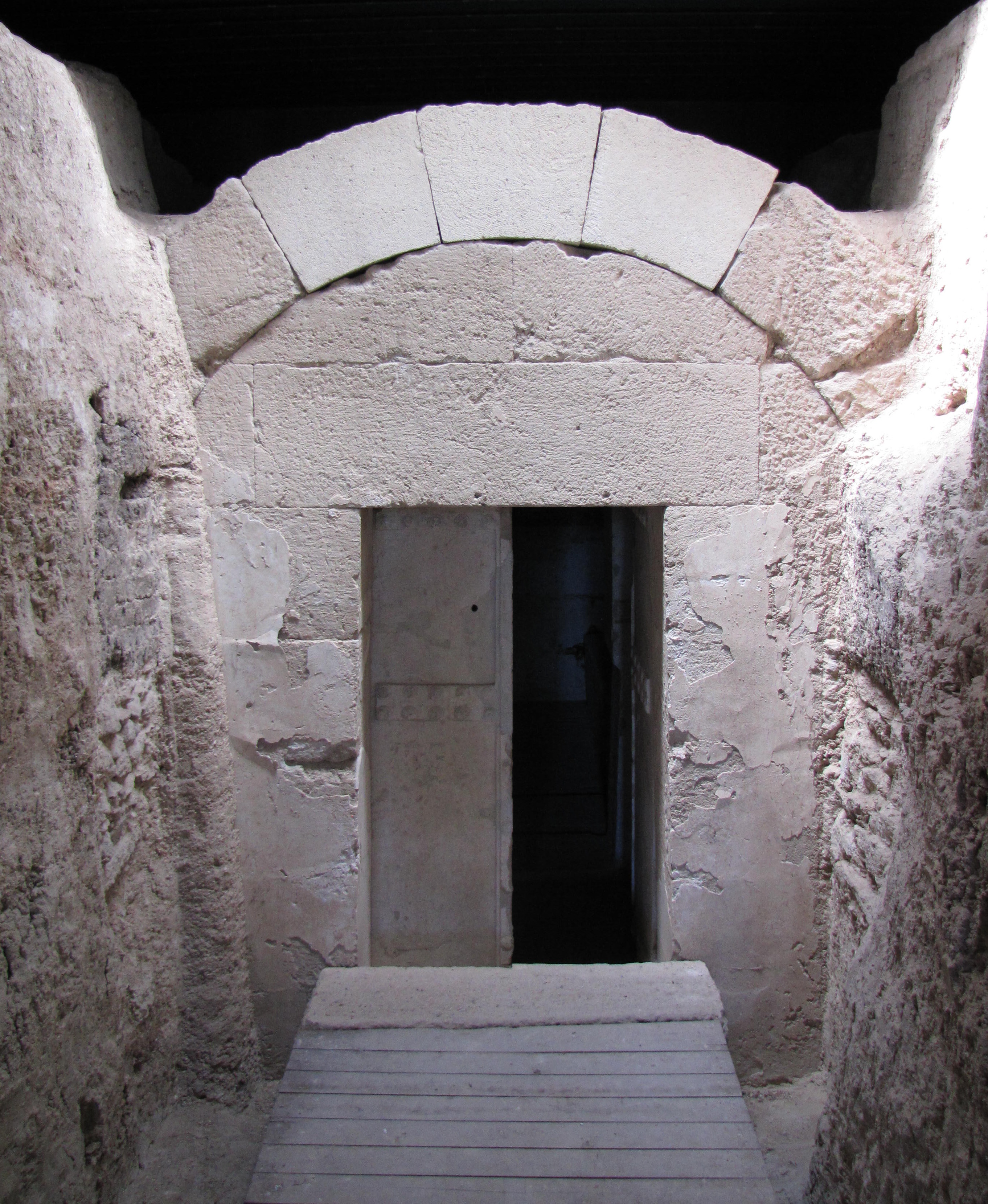
Makedonisches Grab „B“, Korinos, Zugang

Das kleinere Grab B liegt südlich der Autobahnraststätte Korinos (westlich der Autobahn) und ist von einer Parallelstraße her zugänglich. Der Grabhügel hat einen Durchmesser von 40 Metern und ist 13 Meter hoch. Das Grab besteht aus einem gewölbten Gang, einer 1,5 mal 3 Meter messenden Vorkammer und der 3 mal 3 Meter großen Grabkammer. Die Vorkammer war durch eine Mauer und eine zweiflügelige Tür gesichert. Die Tür wurde zerbrochen aufgefunden, restauriert und wieder angebracht. Sie besteht aus Kalkstein, war einst verputzt und ist sehr schwer. Der Boden der Vorkammer und des Grabes ist mit Steinplatten ausgelegt, die Wände sind mit einem umlaufenden Mäander geschmückt.
In der Grabkammer wurden Überreste einer Feuerbestattung und einer Körperbestattung gefunden. Erhalten sind steinerne Basen, auf denen vermutlich hölzerne Klinen ruhten. Die Kammer ist mit einem umlaufenden Zahnschnitt und einem Rankenfries bemalt. Als verbliebene Grabbeigaben wurden zwei Bronzemünzen, zwei Beinschienen, Keramik und Fragmente anderer Gegenstände gefunden. An den Wänden und der Decke sind Halterungen für weitere Grabbeigaben befestigt.